# Helga Exner
Helga Exner, geborene Helga Menzel (* 9. Oktober 1939 in Gablonz, Landkreis Gablonz an der Neiße) ist eine tschechisch-dänische Goldschmiedin.

## Leben
Exners Geburtsstadt Gablonz war für ihre Glas- und Schmuckindustrie bekannt, und Exners Vorfahren waren dadurch wohlhabend geworden. Im Alter von fünf Jahren flohen Exner, ihre Mutter und ihre drei Geschwister vor der Roten Armee nach Ostdeutschland. Helga Exner wurde von einer Zigeunerin zu ihren Großeltern ins Allgäu geschmuggelt. Einige Jahre später kamen ihre Mutter und ihre Geschwister nach. Später zogen sie in den Schwarzwald. Ihr Vater wurde nach sechs Jahren aus tschechoslowakischer Kriegsgefangenschaft freigelassen und zog mit seiner Familie nach Langenberg bei Gütersloh. Nach dem Schulabschluss an der Waldorfschule in Krefeld begann Exner mit 16 Jahren eine Ausbildung als Goldschmiedin im Rudolf Steiner Seminar in Bad Godesberg. Dort lernte sie Bent Exner kennen, zog zu ihm nach Dänemark und heiratete ihn am 3. Januar 1961.
Das Paar gründete 1966 in Vendsyssel eine gemeinsame Werkstatt und hatte im Laufe der Zeit fünf Kinder. 1983 trennte Helga Exner sich von ihren Mann und ging nach Aarhus. Dort arbeitete sie am Rudolf Steiner Pædagogseminariet. 1985 gründete sie eine eigene Werkstatt in Aarhus, welche sie später nach Odder verlegte. Am 8. Juni 1988 heiratete sie Peter Schou, mit dem sie eine Tochter hat.

## Werk
Helga Exner gilt als eine der renommiertesten Schmuckkünstler Dänemarks, die – zusammen ihrem damaligen Ehemann Bent Exner – die Herstellung von Schmuck auf künstlerischem Niveau erneuerte. Ihre Werke zeichnen sich durch frei gestaltete, oft tänzerisch-bewegte Formen aus. Oft arbeitet sie Bernstein in ihre Schmuckstücke ein und kombiniert diese mit türkisfarbenen emaillierten Einsätzen. Sie waren in bedeutenden Einzel- und Gruppenausstellungen zu sehen. 1995 veranstaltete das Kunstmuseum Horsens eine Retrospektive ihrer Werke von 1965 bis 1995. Im gleichen Jahr erschien ein Kunstband über ihr Schaffen von 1985 bis 1995. Zu ihrem 70. Geburtstag fand 2009 eine zweite Retrospektive in Odder statt.

## Ausstellungen
Ausstellungen gemeinsam mit ihrem ersten Mann
- Röhsska Art Museum, Göteborg, 1964
- Kunstindustrimuseet, Kopenhagen 1969, 1976
- Sydslesvig-Dänische Kunstgesellschaft, Flensburg 1969
- Sønderjyllanda Kunstmuseum, Sønderborg 1974
- Nordjyllands Kunstmuseum, Aalborg 1976
- Aalborg Schloss 1972
- Jens Nielsen Museum, Holstebro 1981
- Herning Kunstmuseum, 1983
- Nordens Hus, Reykjavik 1974

Ausstellungen als unabhängige Künstlerin
- Vrå Ausstellung 1983, 1986–2011
- Galerie Flindt, Århus 1987
- Jens Nielsen und Olivia Holm-Møller Museum, Holstebro 1987
- Gunnar Nielsens Kunstgalerie, Brovst 1987
- Galerie Orbit, Kopenhagen 1988
- Odder Kunstforening 1988
- Aalborg Kunstgesellschaft 1988
- Kunstforeningen für Horsens und Omegn 1989
- Galerie C, Århus 1993
- Galerie Kunst So, Aalborg 1991
- Fredens Kirke, Århus 1994
- „Kirche der Künste“, Frederikshavn Art Museum 1992
- „Willkommen Europa“, Hjørring Kunstmuseum 1992
- Ravnsbjergkirken, Århus 1993
- Fredens Kirke, Århus 1994
- Ellevang Kirche, Aarhus 1994
- Horsens Kunstmuseum 1995
- Vrå, Kunstbygningen 1996
- Holbæk Kunstvereinigung 1996
- Frauenmuseum von Aarhus 2003
- Odder Museum 1999
- Fanø Kunstmuseum 2001
- Esbjerger Museum 2002
- Frauenmuseum Århus, Retrospektive, 60 Jahre 2003
- Odder Museum 2004
- Oksbøl ravmusem 2005
- Bernsteinmuseum Ribnitz-Damgarten 2006
- Ravbienale Kaleningrad 2007
- Radisson / dkl 2007
- Ravnsbjerg Kirche 2011
- Odder Museum, Retrospektive, 70 Jahre 2009
- Børglum kunstforening 2010
- Café Odder 2011
- Vrå Ausstellung seit 1967

## Preise
- Internationaler Schmuckwettbewerb der Goldschmiede, 1. Preis und Zusatzpreis 1968
- Lunningsprisen 1969
- Internationale Schmuckschau, München, Goldmedaille 1972
- Diplom vom 2. Internationalen Kalvarienberg Kaliningrad 2007